# Qiyaslı (Ağsu)
Qiyaslı (Ağsu) è un comune dell'Azerbaigian situato nel distretto di Ağsu. Conta una popolazione di 504 abitanti.